# Raichō Hiratsuka
Raichō Hiratsuka, nacida como Hiratsuka Haru (Tokio, 10 de febrero de 1886-24 de mayo de 1971) fue una escritora, periodista, activista política y anarquista japonesa. Cofundó en 1911 Seitō, la primera revista literaria dirigida únicamente por mujeres, donde se interpelaba el rol tradicional de las mujeres en el hogar. En la edición inaugural de la publicación, alentaba a las mujeres a «revelar el genio que todas tenemos oculto».

## Biografía
Fue la segunda hija de un funcionario público de alto rango, y educada en la Universidad de Mujeres de Japón en 1903. Fue influenciada por el budismo zen, y se convirtió en una practicante devota de dicha filosofía. Influida por la escritora y feminista sueca Ellen Key, incluso traduciendo algunas de sus obras al japonés. También tradujo Casa de muñecas de Henrik Ibsen (1879).
Después de graduarse de la universidad, Hiratsuka ingresó en la Escuela Narumi para Mujeres, donde, en 1911, fundó la primera revista literaria de Japón dirigida únicamente por mujeres: Seitō (o Bluestocking). Su primer aporte a la revista fue la línea «Al comienzo, la mujer era el sol. Una persona auténtica. Ahora ella es la luna, una pálida y enfermiza luna, dependiente de otro, reflejando el brillo de otro» – una referencia a la diosa Shinto, y a la independencia espiritual que la mujer había perdido. Adoptando el seudónimo de “Raichō” (Ave del Trueno), empezó a llamar a la revolución femenina con sus textos, logrando que en pocos años se empezara a discutir en la revista temas como la sexualidad femenina, la castidad y el aborto. La poeta y activista Yosano Akiko realizó importantes aportes a la revista.
Sin embargo, la prensa japonesa empezó a especular sobre la veracidad de sus declaraciones y sobre el efecto que tenía en la sociedad conservadora abordar dichos temas, posicionando a la opinión popular en contra de la revista, lo que llevó también a que Raicho ganara una gran cantidad de defensores de su causa. Su edición de abril de 1913 se tituló «A todas las mujeres del mundo», donde denunciaba: «Me pregunto por qué tantas mujeres, por la seguridad de su economía, se envuelven en matrimonios infelices y se convierten en la esclava y la prostituta de un hombre». Este inconformismo le valió problemas a Raicho, contribuyendo a la censura de la revista con la acusación de ofrecer «ideas occidentales sobre la mujer», incompatibles con la cultura y doctrina japonesas.
La revista dejó de publicarse en 1915, pero posicionó a Raicho como una de las líderes del movimiento feminista de Japón. Mientras tanto, en 1914 inició una relación amorosa con el artista Okumura Hiroshi, con el que tuvo dos hijos fuera del matrimonio. La pareja se casó en 1941.

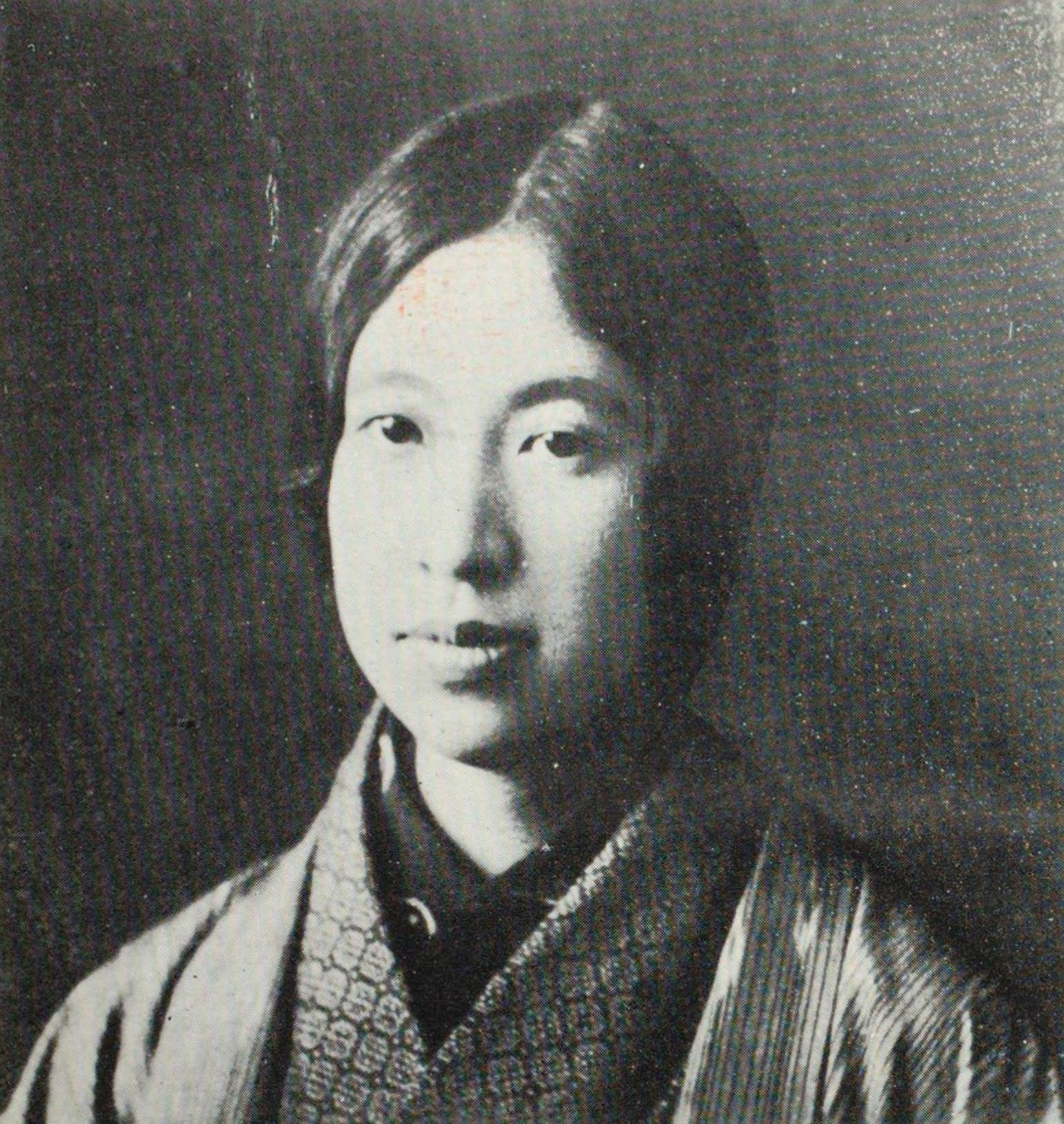
Raichō Hiratsuka

En 1920, al realizar una investigación sobre las condiciones laborales de las mujeres en Nagoya, fundó la Asociación de las Nuevas Mujeres, junto con la activista Ichikawa Fusae. Las siguientes décadas fueron igualmente polémicas para Raicho, aunque no renunció a la redacción de textos en defensa de los derechos de las mujeres. Más tarde, en los años de la posguerra, emergió de nuevo como figura pública a través del movimiento pacifista. En 1950, viajó a los Estados Unidos junto a la escritora Yaeko Nogami para presentar ante el Secretario de Estado Dean Acheson una propuesta de paz. Hiratsuka continuó defendiendo los derechos de las mujeres en la posguerra, fundando la Asociación Japonesa de Nuevas Mujeres en 1963 junto a Nogami y la artista Chihiro Iwasaki, asociación que lideró hasta su muerte, en 1971.